# 音響誘起電磁法
音響誘起電磁法（おんきょうゆうきでんじほう Acoustically Stimulated Electro Magnetic Method:ASEM法）とは、超音波を利用した非破壊検査の手法。

## 概要
超音波を試料に照射して生じた電磁波を利用して試料の内部構造を可視化する。
外部から試料へレーザーを照射して光音響効果によって内部構造を可視化する光音響イメージングは近年、研究が活発化しつつあるものの、外部から試料へ超音波を照射して生じた電磁波から内部構造を可視化する音響誘起電磁法の研究はまだ途上にある。また、従来の超音波を利用した診断法はいずれも超音波の伝播特性を利用して内部構造の弾性率や質量密度分布の差異を可視化しており、電磁気的な特性は可視化に利用されてこなかった。ASEM法では超音波の照射で生じた電磁波の放射から内部構造を可視化する。

## 原理
電磁波と比較して超音波は媒質中での進行速度が遅いので電磁波と同じ周波数であれば分解能を高める事が可能になる。

## 用途
- 非破壊検査
- 地下構造調査
- 医療診断